# Курочка короткокрила
Курочка короткокрила (Gallinula comeri) — вид журавлеподібних птахів родини пастушкових (Rallidae).

## Назва
Наукова назва comeri вшановує американського дослідника Джорджа Комера (1858—1937), яким першим описав птаха у 1888 році.

## Поширення
Вид поширений на двох невеликих островах на півдні Атлантики. Історично вид був ендеміком острова Гоф, але в 1956 році курочка короткокрила завезена на сусідній острів Тристан-да-Кунья в тому самому архіпелазі, який раніше був домом вимерлої курочки тристанської (Galinula nesiotis).

## Чисельність
У 1983 році популяція на острові Гоф була оцінена в 2000-3000 пар. У 1972-1974 роках популяція острова Тристан-да-Кунья оцінювалася в 170-255 пар і зростала.

## Опис
Птах середнього розміру, погано літає, схожий на курочку водяну (Gallinula chloropus), але менший, кремезніший і має коротші крила. Птах має характерний жовто-червоний дзьоб і червоний лобний щиток.